# Gymnoscelis insulariata
Gymnoscelis insulariata är en fjärilsart som beskrevs av Henry Tibbats Stainton 1859. Gymnoscelis insulariata ingår i släktet Gymnoscelis och familjen mätare. Inga underarter finns listade i Catalogue of Life.